# Revuelta de las Traiciones
La Revuelta de las Traiciones fue un intento por parte de militares liberales, por evitar a toda costa la llegada a la presidencia del doctor y general Tiburcio Carias Andino.  

## Antecedentes
Tiburcio Carias Andino, abogado de profesión y general otorgado por las intervenciones victoriosas en la primera guerra civil de Honduras de 1919 y en la segunda guerra civil de Honduras de 1924, en la cual, él como candidato oficial del Partido Nacional de Honduras había obtenido más votos para ser el presidente constitucional, pero el presidente liberal y general Rafael López Gutiérrez se negó a entregar y se declaró dictador. En consecuencia Carias fue nombrado líder de la revolución y se alzó en armas contra López Gutiérrez. Hasta la actualidad, 1932 Carias había intentado nuevamente ser presidente, sin lograrlo, hasta los resultados de las elecciones generales de Honduras de 1932 en las cuales se declaró vencedor. Carias Andino estaba siendo beneficiado por los Estados Unidos de América y los empresarios de aquel país que estaban residiendo en la costa norte de Honduras y hasta de grandes empresarios nacionales, tal es el caso de que la primera radio local en San Pedro Sula propiedad del general Filiberto Díaz Zelaya emitía por primera vez propaganda política en la república de Honduras. 
El líder Liberal general José María Reina Fiallos "Chema" hijo del general del mismo nombre José María Reina Bustillo; estudiado en Estados Unidos de América y militar de profesión, planeo junto a otros liberales evitar que Carias Andino llegase a tomar posesión de la presidencia el 1 de febrero del año siguiente. Aunque la presidencia, aún estaba a cargo del liberal Vicente Mejía Colindres, es por ello que sus comandantes de plaza dieron un cambio radical en sus mandos, todo por no entregar el gobierno a los nacionalistas. 

### Movimientos rebeldes
El general José María Fonseca atacó la ciudad capital, Tegucigalpa, previamente había enviado ultimátum al líder liberal Vicente Mejía Colindres de que entregara la ciudad, sin mediar resistencia. Siendo derrotado el 29 de noviembre y retrocediendo hasta El Sauce. Fonseca fue nuevamente obligado a retroceder hasta el occidente de Honduras, al no poder controlar los avances del general Carlos Sanabria. 
Comayagua estaba en poder del general Justo Umaña Alvarado, es allí donde las tropas gubernamentales de Carlos sanaría, Juan Pérez y Rufino Solíz, al mando de quinientos hombres fueron a enfrentarse a Umaña Alvarado quien esperaba al mando de novecientos hombres, la batalla se libró entre el 2 y 3 de diciembre de 1932, Umaña fue derrotado, perdió alrededor de 150 hombres y obligado a retroceder, mientras que 250 hombres de sus tropas habían desertado e incluso fueron perdonados, al volver a sus trabajos agrícolas.
En la costa norte de Honduras, el general José María Reina Fiallos, fue derrotado por las fuerzas gubernamentales y obligado a retroceder hasta las montañas y de allí a Guatemala. Reina Fiallos, intentó ir a Nicaragua donde los liberales siempre eran mejor apoyados, por los gobiernos nicas, pero se desvió y fue a Amapala y atacó la plaza de la Isla del Tire, la cual ocupó con sus hombres, inmediato el gobierno hondureño envió al general Andrés García para retomar la isla, el combate se llevó a cabo el 28 de diciembre y Reina Fiallos, derrotado se vio obligado a abandonar la isla con rumbo a Nicaragua. 
Mientras en el territorio nacional, como no habían llegado informaciones de la derrota de Reina Fiallos, los combates se realizaban aisladamente, las plazas de Nacaome, Santa Bárbara, fueron rematadas por el gobierno. La de Santa Rosa de Copán aún se resistía y fue obligada a claudicar del intento rebelde.